# Autobahn (album)
Pour les articles homonymes, voir Autobahn.
Albums de Kraftwerk
Ralf und Florian
(1973) Radio-Activity
(1975)
Autobahn est un album du groupe Kraftwerk sorti en novembre 1974. Conceptuellement, il s'agit du 1er album du Catalogue officiel de Kraftwerk.
Il contient notamment le titre Autobahn, un morceau long de 22 minutes mêlant bruits de klaxons synthétiques et synthétiseurs se terminant sur une rythmique motorik : « En 1974, un album comme Autobahn était autant déterminé par le concept original de l'autoroute qu'inspiré sur le vif par le son des pneus sur l'asphalte, celui de l'autoradio, ou le mouvement perpétuel des roues. »
Morgenspaziergang (littéralement « Promenade matinale ») constitue le seul morceau bucolique de Kraftwerk. Les synthés y imitent des chants d'oiseaux, le murmure d'un ruisseau, la flûte à bec contribue encore davantage au caractère bucolique de ce morceau.

## Titres
| 1.    | Autobahn          | 22:42 |
| 2.    | Kometenmelodie 1  | 6:26  |
| 3.    | Kometenmelodie 2  | 5:48  |
| 4.    | Mitternacht       | 3:43  |
| 5.    | Morgenspaziergang | 4:04  |
| 42:46 |                   |       |

## Classements et certifications
| Classement (1975)             | Meilleure position |
| ----------------------------- | ------------------ |
| Allemagne (Media Control AG)  | 7                  |
| Australie (Kent Music Report) | 9                  |
| Canada (RPM Top Albums)       | 5                  |
| États-Unis (Billboard 200)    | 5                  |
| Nouvelle-Zélande (RIANZ)      | 7                  |
| Pays-Bas (Mega Album Top 100) | 11                 |

| Classement (1985)         | Meilleure position |
| ------------------------- | ------------------ |
| Suède (Sverigetopplistan) | 27                 |

| Classement (2020)            | Meilleure position |
| ---------------------------- | ------------------ |
| Suisse (Schweizer Hitparade) | 77                 |

| Pays              | Certification | Date               | Ventes  |
| ----------------- | ------------- | ------------------ | ------- |
| Royaume-Uni (BPI) | Argent        | 1er septembre 1975 | 60 000  |
| France (SNEP)     | Or            | 1977               | 100 000 |

## Crédits
- Ralf Hütter (synthé, voix, clavier)
- Florian Schneider (électronique, voix, clavier, flute)
- Klaus Röder (violon, guitare)
- Wolfgang Flür (percussion)
- Konrad Plank (ingénieur du son)

## Distinctions
En 2015, l'album reçoit le Grammy Hall of Fame Award.